# Colinette à la cour ou La double épreuve
Colinette à la cour ou La double épreuve (deutsche Titel: Colinette am Hof oder Die doppelte Probe oder Die doppelte Erkenntlichkeit) ist eine Oper (Originalbezeichnung: „Comédie lyrique“) in drei Akten des französischen Komponisten André-Ernest-Modeste Grétry. Das Libretto stammt von Jean-Baptiste Lourdet de Santerre nach dem Stück Le caprice amoureux ou Ninette à la cour (1755) von Charles-Simon Favart und der französischen Fassung Bertholde à la cour (Paris 1753) von Carlo Goldonis Libretto zu Bertoldo, Bertoldino e Cacasenno von Vincenzo Legrenzio Ciampi (1747). Die Uraufführung fand am 1. Januar 1782 an der Pariser Oper statt. Das Werk bzw. die Partitur der Erstausgabe ist dem Grafen von Vaudreuil gewidmet.

## Handlung
Die Handlung dreht sich um die Liebe zwischen den Paaren Julien und Colinette und Bastien und Justine. Die geplante Doppelhochzeit der beiden Paare wird im Verlauf der Handlung durch Eifersuchtsszenen, Misstrauen und doppeltes gegenseitiges sich auf die Probe stellen gefährdet. Nachdem sich im weiteren Verlauf die verschiedenen Missverständnisse aufklären, steht dem zu erwartenden Happy End nichts mehr im Wege. Die Paare finden sich, und die Hochzeiten können wie geplant stattfinden.

## Orchester
Die Orchesterbesetzung der Oper enthält die folgenden Instrumente:
- Holzbläser: zwei Flöten (auch Piccolo, 1. auch kleine Tamburinflöte), zwei Oboen, zwei Klarinetten, zwei Fagotte
- Blechbläser: zwei Hörner, zwei Trompeten
- Pauken
- Streicher

## Weitere Anmerkungen
Bei der Uraufführung in der Salle du Théâtre de la Porte-Saint-Martin der Pariser Oper (Académie Royale) am 1. Januar 1782 sangen Étienne Lainez (Prinz Alphonse), Marie-Joséphine Laguerre (Komtesse Amelie), Auguste-Athanase Chéron (Julien), Eulalie Audinot (Colinette), Laïs Gavaudan (Bastien und Zigeuner), Anne-Marie-Jeanne Gavaudan „l’aînée“ (Justine und Zigeunerin), Alexandrine-Adelaïde Gavaudan-Joinville „cadette“ (Mathurine), Tirot (Amtmann), Rosalie (Schäferin), Nanine (Kind), Moreau (Fabrice) und I. Girardin (Hofdame). Zu den Tänzern zählten Anne-Marguerite Dorival, Marie Madeleine Guimard, Jean Dauberval, Louis Milon und Auguste-Armand Vestris.
Diese Oper ist eine musikalische Komödie. Bedingt durch den Aufführungsort an der Académie Royale besitzt sie Rezitative anstelle der in der Opéra-comique üblichen gesprochenen Dialoge und insgesamt fünf Ballettszenen. Das Werk, das 1785 revidiert wurde, hatte zunächst großen Erfolg und konnte sich für einige Jahre in Bezug auf Aufführungen auf Augenhöhe mit der Oper Iphigénie en Aulide von Christoph Willibald Gluck halten. Bis 1816 wurde das Werk mit Unterbrechungen 115 Mal in Paris gespielt. Weitere Aufführungen gab es in Gent und Kassel (1783), in Lüttich (1784) und Genf (1785). In Wien kam die Oper 1796 unter dem Titel Die doppelte Erkenntlichkeit in einer freien Bearbeitung von Franz Xaver Huber mit zusätzlicher Musik von Franz Xaver Süßmayr heraus. Im Laufe der Jahrzehnte und Jahrhunderte geriet es dann mehr und mehr in Vergessenheit.

## Digitalisate
- Partitur, Paris 1782. Digitalisat bei Gallica
- Libretto (französisch), Paris 1782. Digitalisat bei Google Books
- Die doppelte Erkenntlichkeit. Libretto (deutsch), Wien 1796. Digitalisat der Österreichischen Nationalbibliothek. Freie Bearbeitung von Franz Xaver Huber